# Nymphaea lasiophylla
Nymphaea lasiophylla ist eine Seerosenart, welche im Osten Brasiliens vorkommt. Zudem wurde sie auf den venezolanischen Antillen eingeführt.

## Beschreibung

### Vegetative Merkmale
Nymphaea lasiophylla ist eine krautige Wasserpflanze mit zylindrischen Rhizomen. Die Blattspreite ist suborbikular bis orbikular geformt und hat einen ganzrandigen, flachen Rand. Die aktinodrome Blattaderung mit eingedrückten Adern hat 7-11 Hauptadern.

### Generative Merkmale
Die nachtblühenden Blüten schwimmen auf der Wasseroberfläche. Die purpurroten, 6-7 mm langen Fruchtknotenanhängsel sind keulenförmig.
Der stark aromatische, lösungsmittelartige Blütenduft besteht aus den folgenden zwölf chemischen Verbindungen: Methylhexanoat, Methyl-2-methylbutanoat, Ethyl-2-methylbutanoat, Methyl-2-hydroxy-2-methylbutanoat, Methyl-3-hydroxy-2-methylpropanoat, Benzylalkohol, Benzaldehyd, Methylbenzoat, Benzyl-2-methylbutanoat, Anisol, (Methoxymethyl)benzol und 1,4-Dimethoxybenzol.

## Zytologie
Die diploide Chromosomenzahl beträgt 2n = 18.

## Reproduktion

### Vegetative Vermehrung
Es sind sowohl Ausläufer, als auch proliferierende Pseudanthien ausgebildet. Nymphaea lasiophylla bildet 1-2 sekundäre proliferierende Pseudanthien, welche die primäre Form der Vermehrung dieser Art darstellen. Die aus den proliferierende Pseudanthien hervorgehenden Rhizome, welche bereits vor ihrer Abtrennung oft schon Blätter und Wurzeln entwickeln, brechen leicht ab. Daraufhin schwimmen diese im Wasser und wachsen an anderer Stelle zu neuen Pflanzen heran.

### Generative Vermehrung
Die generative Vermehrung ist im Gegensatz zur vegetativen Vermehrung nur von geringer Bedeutung für diese Art. Samenbildung wurde nur in einer von 20 Populationen beobachtet.

## Taxonomie

### Erstbeschreibung
Die Erstbeschreibung erfolgte durch Carl Friedrich Philipp von Martius und Joseph Gerhard Zuccarini im Jahr 1832.

### Typusexemplar
Das Typusexemplar wurde in der Nähe von Joazerio im Bundesstaat Bahia, Brasilien, gesammelt.

### Synonyme
Leuconymphaea lasiophylla (Mart. & Zucc.) Kuntze ist ein Synonym von Nymphaea lasiophylla Mart. & Zucc.

### Position innerhalb von der GattungNymphaea
Sie wird in die Untergattung Nymphaea subg. Hydrocallis eingeordnet.

### Abspaltung vonNymphaea caatingae
Pflanzenmaterial, welches als zuvor als Nymphaea lasiophylla identifiziert wurde, wurde später als Nymphaea caatingae neu beschrieben.

## Etymologie
Das Artepitheton lasiophylla bedeutet „wollig-blättrig“. Die Autoren hielten eine Algenschicht fälschlicherweise für Trichome.

## Gefährdung
Nymphaea lasiophylla ist aufgrund des Klimawandels möglicherweise vom Verlust ihres Lebensraums bedroht.

## Ökologie

### Lebensraum
Nymphaea lasiophylla wächst in temporären Gewässern entlang von Straßenrändern, in Senken in trockenen Klimaregionen, in Küstenlagunen, in künstlichen Teichen und in stehenden Gewässern. Populationen von Nymphaea lasiophylla sind in der Lage, in kurzlebigen aquatischen Lebensräumen zu überleben und diese zu dominieren. Sie kommt sympatrisch mit Nymphaea vanildae vor.

### Bestäubung
Sie wird von der Käferart Cyclocephala putrida bestäubt. In den Blüten, welche sich tagsüber schließen, wurden Käfer festgestellt, die darin gefangen waren.